# Brunswick Circuit Pro Bowling
Brunswick Circuit Pro Bowling est un jeu vidéo de bowling sorti en 1998 sur Nintendo 64, PlayStation et Windows. Le jeu a été développé par Point of View et édité par THQ.

## Accueil
- Nintendo Power : 7,3/10 (N64)[1]